# Octol (Kalifornien)
Octol ist eine Unincorporated Area im Tulare County im US-Bundesstaat Kalifornien. Sie liegt an der Kreuzung der Octol Avenue (auch: Avenue 184) mit der I Street und einer dazu parallel verlaufenden Bahnstrecke der früheren Southern Pacific Railroad, direkt westlich des Exits 81 der California State Route 99, in einer teils landwirtschaftlich und teils gewerblich genutzten Umgebung.
In einer früheren Quelle wird Octol auch als Dorf ("village") bezeichnet.
Octol fällt in die Flussgebietseinheit Tulare-Buena Vista Lakes (USGS Cataloging Unit: 18030012).